# خوزه آنتونیو فرانکو (بازیکن فوتبال، زاده ۱۹۹۸)
خوزه آنتونیو فرانکو (انگلیسی: José Antonio Franco؛ زادهٔ ۹ مارس ۱۹۹۸) بازیکن فوتبال اهل اسپانیا است.
از باشگاه‌هایی که در آن بازی کرده‌است می‌توان به باشگاه فوتبال کادیس اشاره کرد.